# Nebulus
Nebulus — комп'ютерна гра в жанрі платформер, випущена фірмою Hewson Consultants в 1987 році для комп'ютерів ZX Spectrum, IBM PC, Amstrad CPC, Commodore 64, Commodore Amiga, Atari ST і Acorn Archimedes. Крім того, випущено версії для ігрових приставок Nintendo Game Boy, NES (розробник: Bits Studios), Atari 7800 та КПК Palm. Американська версія гри, випущена U. S. Gold, відома як Tower Toppler. Версії для Nintendo мають назву Castelian.

## Ігровий процес
Nebulus — це гра-платформер, з деякими унікальними особливостями. Герой гри, невелике зелене створіння на ім'я Пого (Pogo), має знищити вісім веж, збудованих у морі. Гра відбувається щоразу на одній із веж. Пого починає біля основи вежі, йому потрібно знайти шлях нагору. Вежа складена з цегли і має циліндричну форму, на зовнішньому боці вежі є сходи і платформи, пов'язані ліфтами, іноді зустрічаються горизонтальні тунелі, що ведуть крізь вежу на інший бік.
Найпомітніша особливість гри — персонаж, стоячи на місці або рухаючись, завжди залишається в центрі екрану, натомість вежа і тло повертається або рухається вгору і вниз.
На своєму шляху Пого зустрічає багато різних ворогів, більшість із яких має просту геометричну форму. Деяких ворогів можна застрелити, на інших це не діє — від них треба ухилятися. Контакт із ворогом призводить до падіння героя вниз, на нижчий рівень сходів. Якщо платформи внизу не виявляється, Пого падає у воду та тоне.
Після того, як вершина вежі досягнута, Пого повинен увійти у двері, щоб запустити механізм знищення вежі. Після цього вежа занурюється в море, Пого сідає в підводний човен і починається призовий рівень (реалізований не у всіх версіях гри), на якому він може стріляти в риб, щоб заробити додаткові очки.

## Оцінки та думки
| Агрегатор    | Оцінка |
| ------------ | ------ |
| Génération 4 | 91 %   |

| Видання           | Нагорода                                             |
| ----------------- | ---------------------------------------------------- |
| Your Sinclair     | Найкращі ігри всіх часів для ZX Spectrum, 30-е місце |
| Retro Gamer, 2008 | 23-тє місце в рейтингу Найкращих ігор ZX Spectrum    |

## Продовження
У 1990-х було випущено менш відоме продовження гри — Nebulus 2 .